# ČSD-Baureihe 514.9
Die Fahrzeuge der ČSD-Baureihe 514.9 waren fünffachgekuppelte Güterzug-Tenderlokomotiven der Tschechoslowakischen Staatsbahnen (ČSD), die ursprünglich von der Studénská-Štramberská dráha (Stauding-Stramberger Eisenbahn; StŠtD) stammten.

## Geschichte
1939 bestellte die Stauding-Stramberger Eisenbahn bei ČKD zwei Lokomotiven, die weitgehend der bewährten ČSD-Baureihe 514.0 entsprachen. Wegen des Zweiten Weltkrieges wurden sie jedoch erst 1947 ausgeliefert. Sie unterschieden sich von der ČSD-Baureihe 514.0 vor allem durch den von der Baureihe 423.0 stammenden Kessel und den fehlenden Überhitzer.
Als Privatbahnlokomotiven erhielten sie im Bezeichnungsschema der ČSD die Nummern 514.901 und 514.902. Nach der Verstaatlichung der Stauding-Stramberger Eisenbahn wurde die 514.901 am 1. Januar 1951 in 514.013 umgezeichnet, die 514.902 wurde am 7. Januar 1951 an das Kalkwerk Štramberk verkauft.
Die 514.013 wurde 1967 von den ČSD ausgemustert. Von der Baureihe 514.9 blieb kein Exemplar museal erhalten.